# Comité Europeo para la prevención de la tortura
El Comité Europeo para la Prevención de la Tortura y de las Penas o Tratos Inhumanos o Degradantes (antiguamente denominado Comité para la Prevención de la Tortura, abreviado CPT) es un órgano del Consejo de Europa (CE), cuyo objetivo es la prevención de los casos de tortura y otros tratos inhumanos o degradante en el territorio de los Estados signatarios de la Convención europea para la prevención de la tortura y de las penas o tratos inhumanos o degradantes que entró en vigor en 1989 y fue ratificada por los 47 países miembros del CE. Todo estado no miembro del CE puede ser invitado a firmarla por el Comité de Ministros del CE.

## El mandato del CPT
El primer artículo de la convención define el mandato de la CPT: « Ha sido instituida por el Comité Europeo para la prevención de la tortura y de las penas y tratos inhumanos o degradantes. Por medio de visitas, el Comité examina el trato a las personas privadas de la libertad con miras a reforzar, en el caso necesario, su protección contra la tortura y las penas o tratos inhumanos o degradantes. » La prioridad del CPT es, entonces, prevenir la tortura y los otros tratos inhumanos o degradantes.

## El método de trabajo del CPT
Para lograr su propósito, el CPT visita los lugares de detención (estos pueden ser prisiones, estaciones de policía, hospitales psiquiátricos o incluso centros de reeducación de menores, por ejemplo) con el fin de evaluar el trato reservado a los detenidos. Estas visitas se efectúan por equipos de, por lo menos, dos delegados del CPT que no son elegidos por el país visitado. También pueden unirse a los miembros del CPT otros expertos profesionales (médicos, ingenieros, intérpretes, etc.) para componer la delegación en función de las necesidades.
Las visitas son anunciadas (sin precisar la fecha) al Estado respectivo, el mismo que no puede rechazarlas más que por razones de fuerza mayor (problemas graves, defensa nacional, seguridad pública o investigación penal urgente). Pero, incluso en ese caso, el Estado visitado debe tomar todas las disposiciones para que la visita prevista pueda desarrollarse lo más rápidamente posible. La Convención otorga a los miembros del CPT el derecho de visitar todos los lugares de detención de los países que hayan firmado la convención, pudiendo circular libremente al interior de estos recintos. En el curso de la visita, los delegados se reúnen con las personas privadas de su libertad sin que testigos (como, por ejemplo, guardias) asistan a la conversación. El CPT puede igualmente escoger con qué personas desea entrar en contacto para hacerse una buena idea de la situación. Al término de cada visita, el CPT remite al Estado respectivo un informe que contiene las constataciones de la delegación visitadora. Este informe es confidencial y permite entablar un diálogo con las autoridades responsables sobre los puntos que contiene.